# Seekatzen
Die Seekatzen (Chimaeriformes), auch Chimären („Mischwesen“, vgl. Chimära), Spöken, Seedrachen, Seeratten oder Geisterhaie, sind neben den Haien und Rochen das dritte Großtaxon der Knorpelfische (Chondrichthyes). Sie sind wenig bekannte Meeresfische, die vor allem die Kontinentalabhänge bevölkern. Seekatzen sind die einzigen rezenten Vertreter der Klasse Holocephali. Man unterscheidet insgesamt etwa 55 Arten, die drei Familien zugeordnet werden.

## Verbreitung und Lebensraum
Seekatzen leben in allen Weltmeeren, vom Nordpolarmeer über die Tropen bis zur Subantarktis. Sie kommen vor allem in Tiefen von 200 bis 2000 Metern, maximal bis 3000 Meter Tiefe vor. In den tropischen Meeren sind die Chimären artenarm, die wenigen dort lebenden Arten halten sich vor allem in der Tiefsee auf. Pflugnasenchimären kommen nur auf der Südhalbkugel der Erde in geringeren Tiefen von zehn bis etwa 375 Metern vor. Der Lebensraum der Seekatzen sind vor allem die Kontinentalabhänge und die Ozeanböden, keine lebt pelagisch im offenen Ozean, einige jedoch nah bei Inselgruppen, z. B. bei Hawaii.

## Merkmale

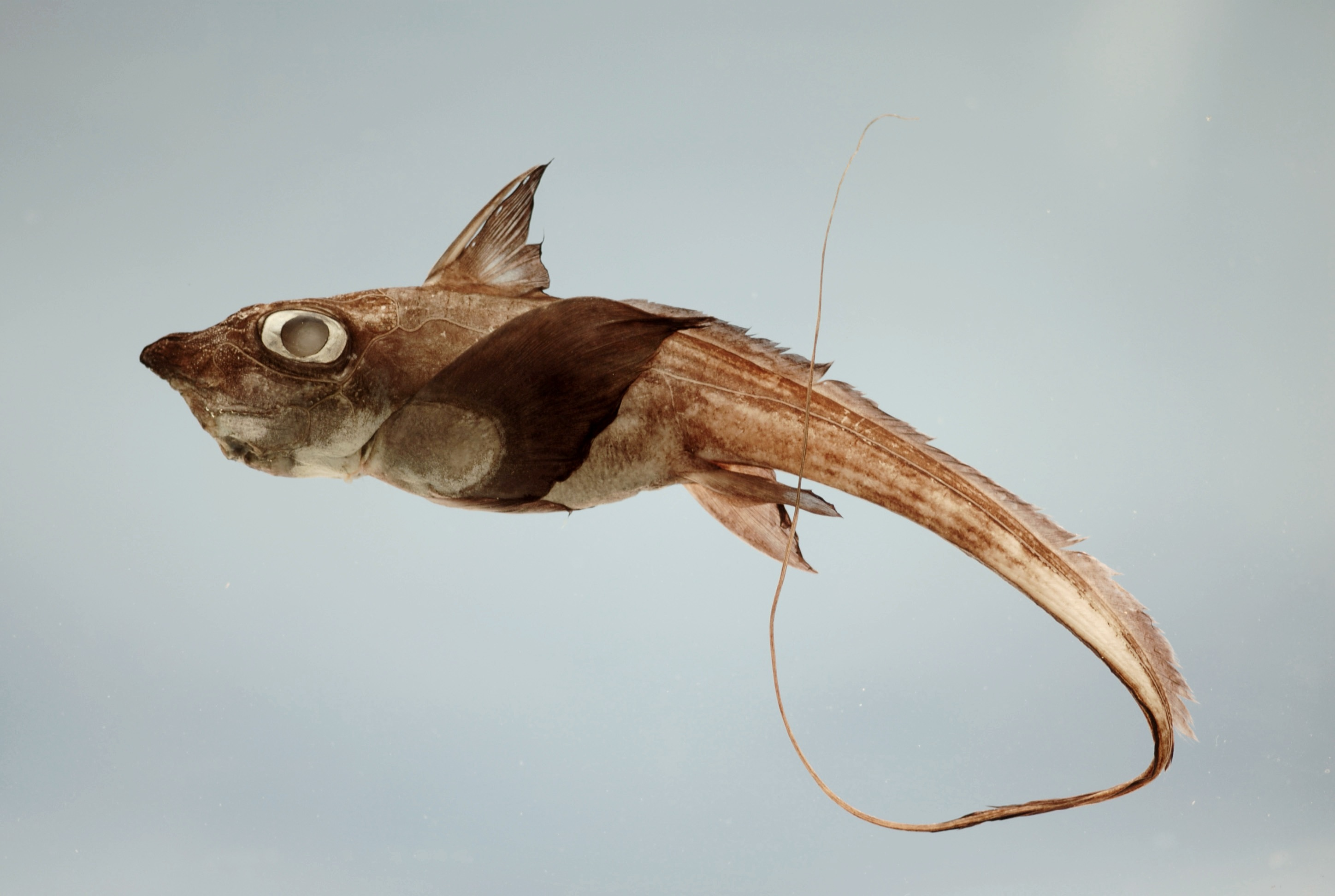
Hydrolagus alberti mit fadenartigem Schwanz.

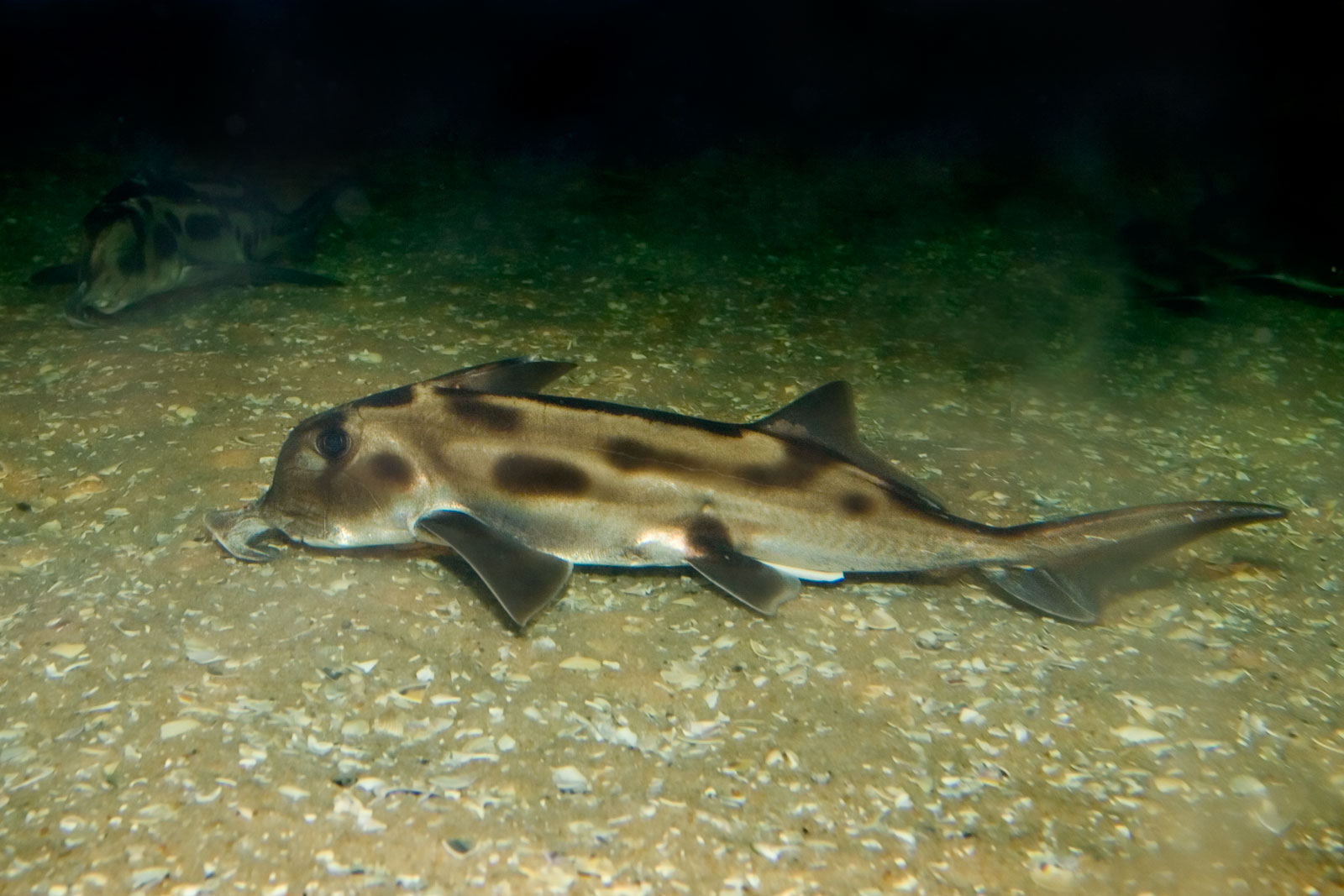
Australische Pflugnasenchimäre (Callorhinchus milii) mit haiähnlicher Schwanzflosse.

Seekatzen ähneln äußerlich den Grenadierfischen (Macrouridae) und den Tiefseequappen (Ateleopodidae), zwei Familien der Knochenfische, die ebenfalls in der Tiefsee leben, mit denen die Seekatzen aber nicht verwandt sind. Sie sind Knorpelfische ohne Knochenskelett, ohne knöcherne Flossenstrahlen und ohne Knochenschuppen. Seekatzen werden 40 Zentimeter bis 1,50 Meter lang. Weibchen sind im Allgemeinen größer als Männchen. Ihr Rumpf ist seitlich etwas abgeflacht, die Brustflossen sind breit, blattförmig, distal (vom Körperzentrum weg) zugespitzt und werden von zarten Ceratotrichia gestützt. Zur langsamen Fortbewegung werden die Brustflossen wie Flügel bewegt.
Alle Seekatzen haben zwei Rückenflossen, die erste ist kurz und hoch und wird von einem schlanken, mit Giftdrüsen in Verbindung stehenden, beweglichen Stachel geschützt, der schmerzhafte Verletzungen verursachen kann. Die zweite ist als langgestreckter Saum ausgebildet, flach und stachellos. Eine Afterflosse kann vorhanden sein oder fehlen. Der Schwanz der Seekatzen ist länglich, läuft spitz zu und endet oft in einem langen, peitschenartigen Endfaden. Bei den Kurznasen- und Langnasenchimären ist die Schwanzflosse diphycerc und besteht aus zwei Teilen oberhalb und unterhalb der Wirbelsäule, bei den Pflugnasenchimären ist sie heterocerk (das Ende der Wirbelsäule biegt sich nach oben und stützt den oberen größeren Teil der Schwanzflosse), wie die der Haie.
Mit Ausnahme von einigen Placoidschuppen auf dem Rücken – bei einigen Arten sind auch sichelförmige Schuppen entlang der Seitenlinie vorhanden – ist die Haut der Seekatzen unbeschuppt. Im Unterschied zu den Verhältnissen bei Haien und Rochen, wo die Seitenlinie unter der Haut verborgen ist, sind die offenen Seitenlinienkanäle der Chimären gut sichtbar. Männliche Seekatzen tragen in Höhe der Bauchflossen ein Paar walzenförmige oder gegabelte Klaspern (Begattungsorgane), die der inneren Befruchtung dienen. Vor den Klaspern befinden sich paarige, aus Falten ausklappbare Tentacula, die wahrscheinlich als Halteorgan während der Kopulation dienen. Ein weiteres türklopferartiges Tentaculum befindet sich auf der Stirn der Männchen. Es dient wahrscheinlich als Reizorgan vor oder während der Paarung. Bei weiblichen Seekatzen wurden zum Kopftentaculum passende Narben gefunden. Die Spitzen der Klasper und der Tentacula sind mit Placoidschuppen besetzt. Bei den Weibchen sind die Tentacula nur rudimentär vorhanden.
Seekatzen haben keine Wirbelkörper, sondern nur eine kräftige Chorda dorsalis, die sich bis in die Schwanzspitze erstreckt. Außer bei den Pflugnasenchimären wird die Chorda pro Zentimeter von elf bis zwölf verkalkten Wirbelbogen geschützt, ab dem Becken sind diese dorsal nicht mehr geschlossen. Hinter dem Neurocranium finden sich zwölf zusammengewachsene Wirbelbogen (Synarcuale), die die erste Rückenflosse und ihren davor liegenden Stachel tragen. Wie alle Knorpelfische besitzen Seekatzen keine Schwimmblase. Im Verdauungstrakt ist kein deutlich ausgebildeter Magen erkennbar.

## Kopf

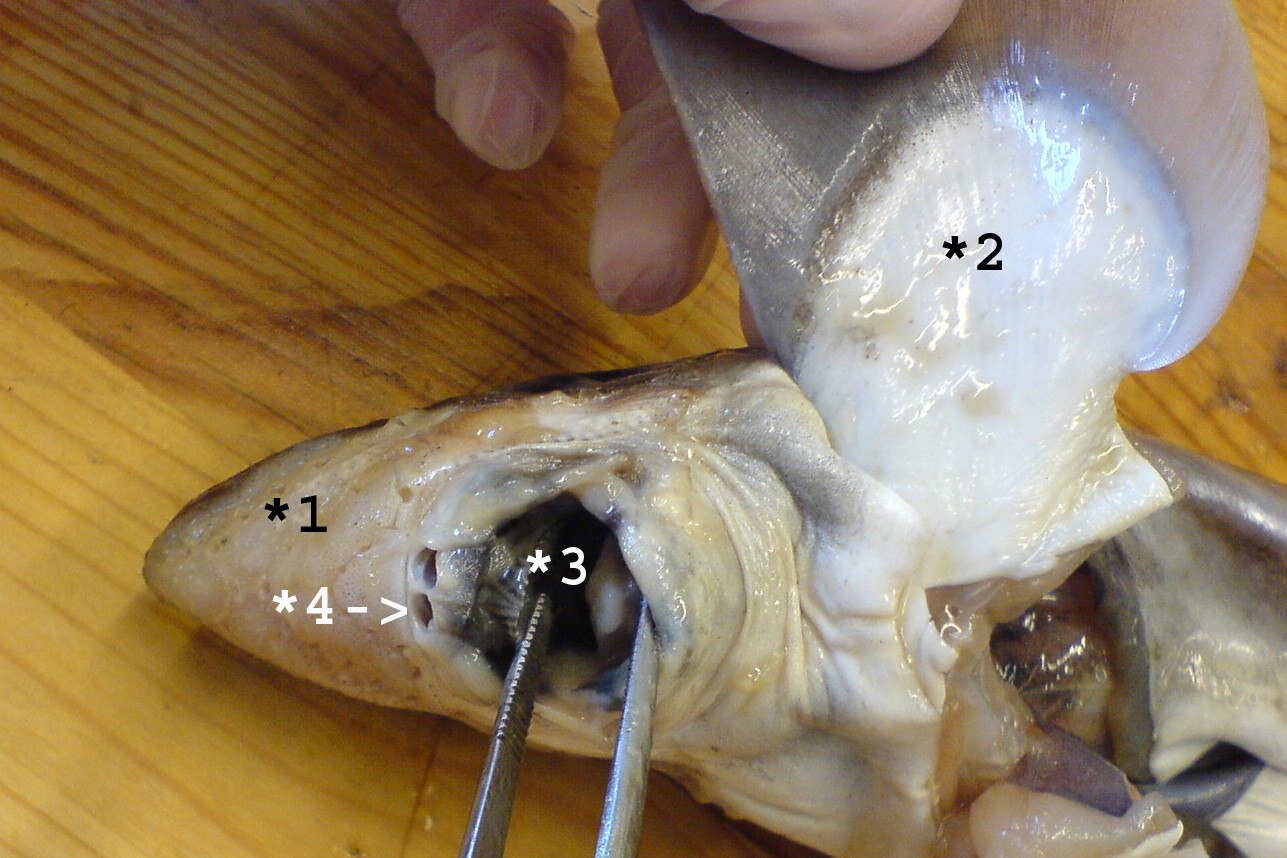
Kopf von Chimaera monstrosa
1. Rostrum, 2. Brustflosse, 3. Maul mit Zahnplatten, 4. Nasenöffnungen

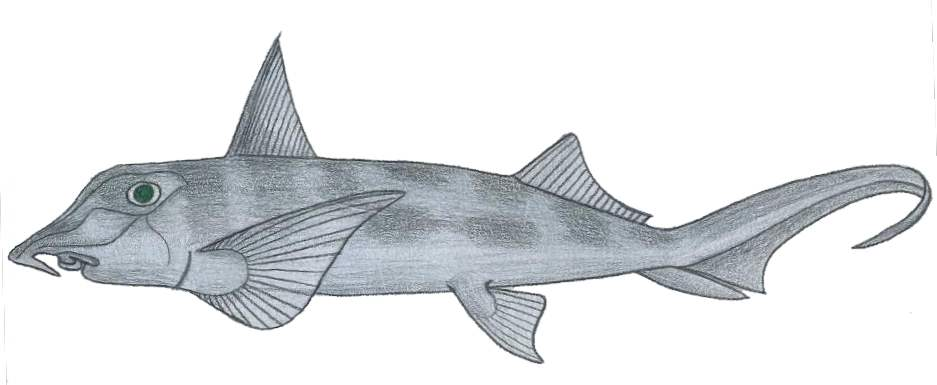
Südamerikanische Pflugnasenchimäre (Callorhinchus callorhynchus)

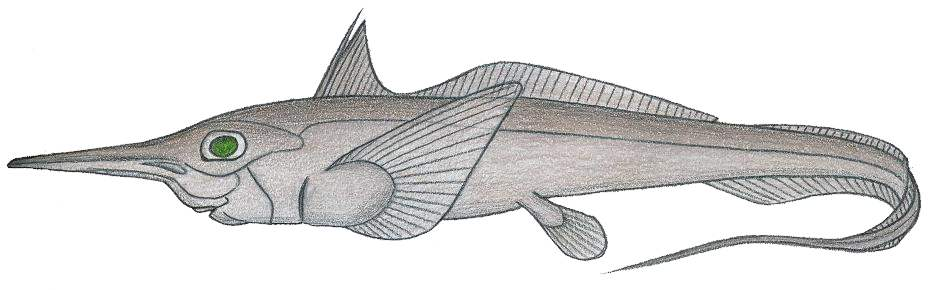
Harriotta raleigh

Im Unterschied zu Haien und Rochen haben die Seekatzen nur vier Kiemenbögen auf jeder Kopfseite. Alle Kiemenbögen werden von einem einzigen Kiemendeckel geschützt, der im Unterschied zu dem der Knochenfische nicht verknöchert, sondern nur verknorpelt ist, und nur eine Kiemenspalte offen lässt. Der Kiemendeckel reicht bis zur Brustflossenbasis. Die Augen der Seekatzen sind groß, ein Spiraculum wird nur vorübergehend, während der Ontogenese angelegt und ist bei erwachsenen Fischen nicht mehr vorhanden. Das Maul ist unterständig, klein und durch tiefe Gruben, die Wasser von den Nasenöffnungen zum Maul leiten, mit diesen verbunden. Die Zähne sind zu ständig wachsenden Zahnplatten zusammengewachsen, zwei Paar im Oberkiefer und ein Paar im Unterkiefer. Sie werden nicht ständig ersetzt, wie bei Haien und Rochen. Die wie Nagezähne hervorragenden Zähne erinnern an die Schneidezähne der Nagetiere und führten zum Alternativnamen Seeratten.
Die Schädelanatomie der Seekatzen ist einzigartig unter den Fischen. Ähnlich wie bei den Säugetieren ist bei ihnen, als Anpassung an ihre Schalentiernahrung, der Oberkiefer (das Palatoquadratum, auch Viscerocranium (Kieferschädel, von Lat.: Viscera = Eingeweide + Gr.: kranion = Schädel) genannt) völlig mit dem Neurocranium („Gehirnschädel“)  verschmolzen, ein Zustand, der Holostylie genannt wird ("holocephal" bedeutet: Schädel aus einem Stück).
Das Endhirn (Telencephalon) ist nur durch einen langen Stiel, dem sogenannten Endhirnstiel (Pedunculus cerebri, Praethalamus) mit dem Zwischenhirn (Diencephalon) verbunden. Ursache für die Bildung des langen Endhirnstiels sind wahrscheinlich die großen Augen. Die beiden Hälften des Vorderhirns sind nur ventral (bauchseitig) und medial (in der Mitte) im Bereich der Commissura anterior und der Hippocampi miteinander verbunden. Die Riechkolben (Bulbi olfactorii) sind ungewöhnlich gut entwickelt und deuten auf eine große Bedeutung des Geruchssinnes hin. Jeder Riechkolben ist in einem dorsalen (rückseitigen) und ventralen Bereich geteilt, denen jeweils ein Riechbulbus zuzuordnen ist. Die Bulbusabschnitte sind jeweils über einen dorsalen und ventralen Nervus olfactorius mit der Nase verbunden. Die hinteren drei Hirnteile (Zwischenhirn, Mittelhirn, Kleinhirn) sind aus Platzgründen (kurzer Schädel) übereinander angeordnet.

## Ernährung
Seekatzen ernähren sich von hartschaligen, bodenbewohnenden, wirbellosen Tieren, darunter Seeigel, Muscheln, Schnecken und verschiedene Krebstiere, wie Krabben, Garnelen, Fangschreckenkrebse und Meerasseln, aber auch von kleineren Fischen.

## Fortpflanzung
Einige Seekatzenarten wandern zum Ablaichen in flaches Wasser. Sie sind ovipar (eierlegend), die Eier sind langgestreckt, spindel- oder flaschenförmig, aber abgeflacht. Die Eikapseln können bis zu 20 Zentimeter lang sein. Ihre Oberfläche weist Atemporen auf und ist skulpturiert. Das aus doppelbrechenden Schichten bestehende Schalenmaterial ist von dem der Haieikapseln chemisch verschieden. Die Schale wird wahrscheinlich von einer Schalendrüse und dem caudalen (hinteren) Eileiterabschnitt gebildet. Die Eier werden einzeln oder paarweise abgelegt, danach dunkeln sie rasch nach. Bis zum Schlupf der Jungfische können acht bis zwölf Monate vergehen. Die Jungfische gleichen, bis auf die längeren Schwänze, den Alten schon sehr.

## Äußere Systematik
Die Seekatzen sind die einzige überlebende Ordnung der Holocephali, einer Unterklasse der Knorpelfische, zu der vor allem ausgestorbene Taxa gehören. Die Holocephali waren im Karbon eine artenreiche Fischgruppe und stellten zu der Zeit einen großen Teil der Fischfauna. Zu ihnen gehören verschiedene Gruppen und Ordnungen, die haiähnliche Zähne, die laufend ersetzt wurden, hatten, und die Überordnung Holocephalimorpha, zu der die Seekatzen und einige ausgestorbene Gruppen gehören, die sich das Merkmal der Zahnplatten teilen.

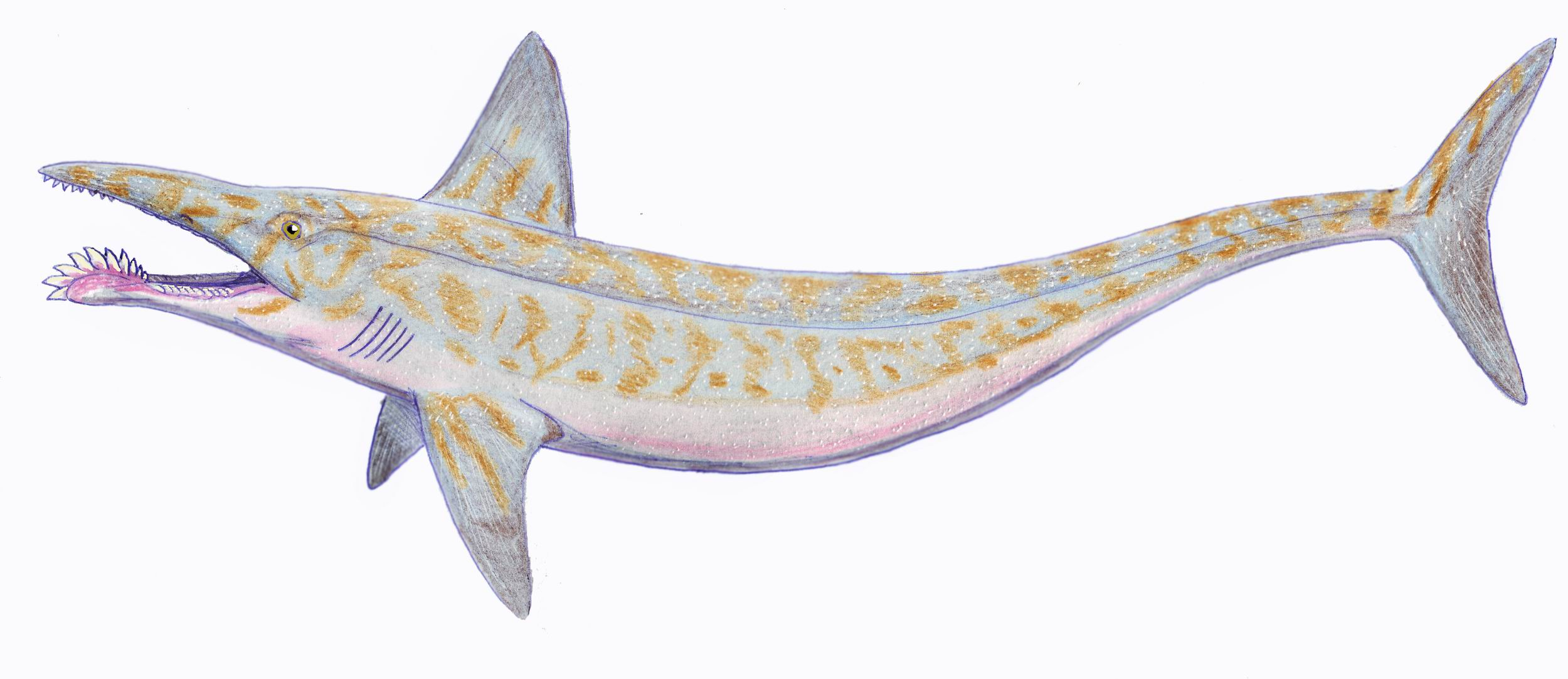
Die im Unterkiefer mit einer spiraligen Zahnbatterie ausgestatteten Eugeneodontida, hier Parahelicoprion, sind wahrscheinlich näher mit Seekatzen verwandt als mit den Haien.

|                                                                         | basale Holocephali |
|                                                                         | |
|                                                                         | basale Holocephali |
|                                                                         | |
| Holocephalimorpha                                                       | \| \| Psammodontiformes † \| \| \| \| \| \| Copodontiformes † \| \| \| \| \| \| Chondrenchelyiformes † \| \| \| \| \| \| Cochliodontiformes † \| \| \| \| \| \| Seekatzen (Chimaeriformes) \| \| Vorlage:Klade/Wartung/3 Vorlage:Klade/Wartung/4 Vorlage:Klade/Wartung/5 \| \| |
| Vorlage:Klade/Wartung/3                                                 | \| \| Psammodontiformes † \| \| \| \| \| \| Copodontiformes † \| \| \| \| \| \| Chondrenchelyiformes † \| \| \| \| \| \| Cochliodontiformes † \| \| \| \| \| \| Seekatzen (Chimaeriformes) \| \| Vorlage:Klade/Wartung/3 Vorlage:Klade/Wartung/4 Vorlage:Klade/Wartung/5 \| \| |
|                                                                         | Psammodontiformes † |
|                                                                         | |
|                                                                         | Copodontiformes † |
|                                                                         | |
|                                                                         | Chondrenchelyiformes † |
|                                                                         | |
|                                                                         | Cochliodontiformes † |
|                                                                         | |
|                                                                         | Seekatzen (Chimaeriformes) |
| Vorlage:Klade/Wartung/3 Vorlage:Klade/Wartung/4 Vorlage:Klade/Wartung/5 | |

|                                                                         | Psammodontiformes †        |
|                                                                         |                            |
|                                                                         | Copodontiformes †          |
|                                                                         |                            |
|                                                                         | Chondrenchelyiformes †     |
|                                                                         |                            |
|                                                                         | Cochliodontiformes †       |
|                                                                         |                            |
|                                                                         | Seekatzen (Chimaeriformes) |
| Vorlage:Klade/Wartung/3 Vorlage:Klade/Wartung/4 Vorlage:Klade/Wartung/5 |                            |

|                                                                         | basale Holocephali |
|                                                                         | |
|                                                                         | basale Holocephali |
|                                                                         | |
| Holocephalimorpha                                                       | \| \| Psammodontiformes † \| \| \| \| \| \| Copodontiformes † \| \| \| \| \| \| Chondrenchelyiformes † \| \| \| \| \| \| Cochliodontiformes † \| \| \| \| \| \| Seekatzen (Chimaeriformes) \| \| Vorlage:Klade/Wartung/3 Vorlage:Klade/Wartung/4 Vorlage:Klade/Wartung/5 \| \| |
| Vorlage:Klade/Wartung/3                                                 | \| \| Psammodontiformes † \| \| \| \| \| \| Copodontiformes † \| \| \| \| \| \| Chondrenchelyiformes † \| \| \| \| \| \| Cochliodontiformes † \| \| \| \| \| \| Seekatzen (Chimaeriformes) \| \| Vorlage:Klade/Wartung/3 Vorlage:Klade/Wartung/4 Vorlage:Klade/Wartung/5 \| \| |
|                                                                         | Psammodontiformes † |
|                                                                         | |
|                                                                         | Copodontiformes † |
|                                                                         | |
|                                                                         | Chondrenchelyiformes † |
|                                                                         | |
|                                                                         | Cochliodontiformes † |
|                                                                         | |
|                                                                         | Seekatzen (Chimaeriformes) |
| Vorlage:Klade/Wartung/3 Vorlage:Klade/Wartung/4 Vorlage:Klade/Wartung/5 | |

|                                                                         | Psammodontiformes †        |
|                                                                         |                            |
|                                                                         | Copodontiformes †          |
|                                                                         |                            |
|                                                                         | Chondrenchelyiformes †     |
|                                                                         |                            |
|                                                                         | Cochliodontiformes †       |
|                                                                         |                            |
|                                                                         | Seekatzen (Chimaeriformes) |
| Vorlage:Klade/Wartung/3 Vorlage:Klade/Wartung/4 Vorlage:Klade/Wartung/5 |                            |

## Innere Systematik
Man unterscheidet etwa 55 Arten, die drei Familien mit einer, zwei und drei Gattungen zugeteilt werden. Außerdem sind noch drei Familien beschrieben worden, zu denen ausschließlich ausgestorbene Gattungen gehören.
- Unterordnung Chimaeroidei
  - Familie Pflugnasenchimären (Callorhinchidae) (3 Arten)
  - Familie Kurznasenchimären (Chimaeridae) (44 bis 45 Arten)
  - Familie Langnasenchimären (Rhinochimaeridae) (8 Arten)
- Unterordnung Echinochimaeroidei †
  - Familie Echinochimaeridae †
- Unterordnung Myriacanthoidei †
  - Familie Chimaeropsidae †
  - Familie Myriacanthidae †

Phylogenie der rezenten Seekatzen nach M. Licht et al.

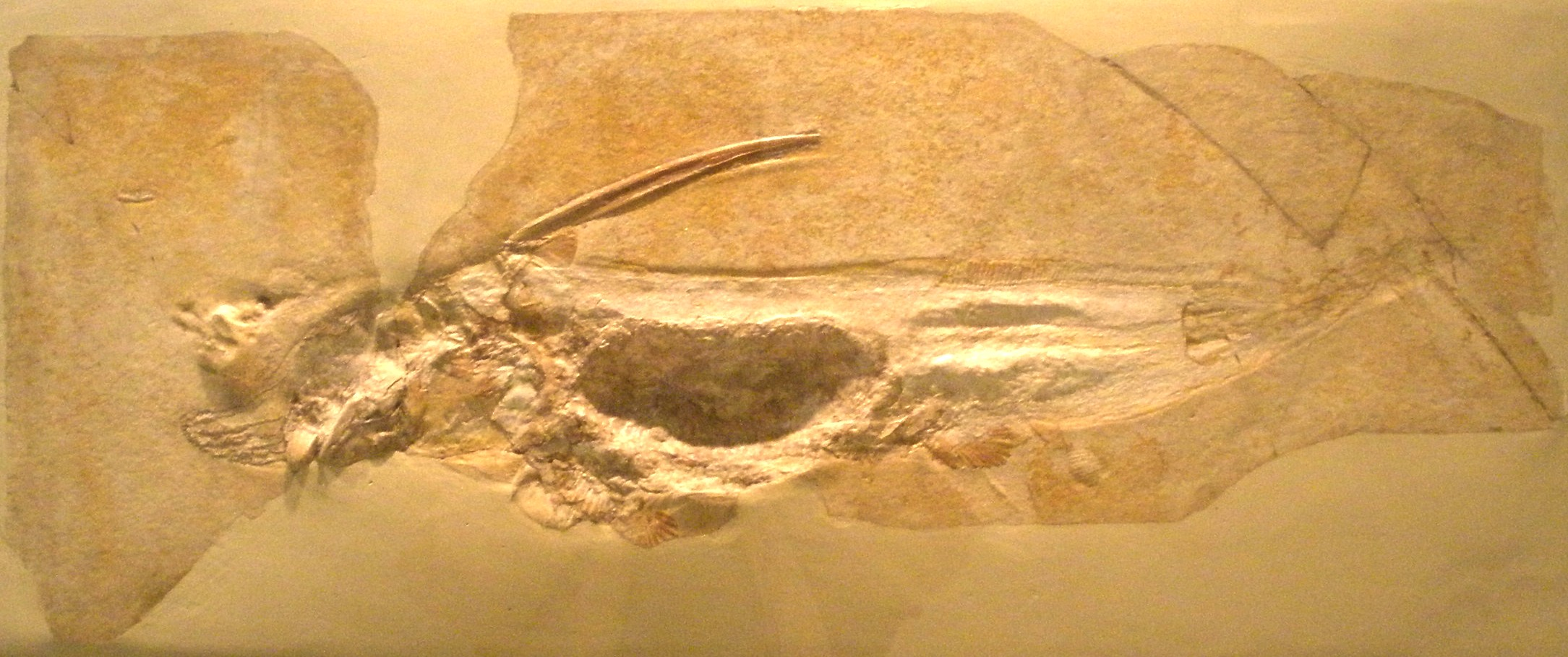
Fossil der ausgestorbenen Kurznasenchimäre Ischyodus avitus im American Museum of Natural History.

|  | Neoharriotta                                                |
|  |                                                             |
|  | \| \| Harriotta \| \| \| \| \| \| Rhinochimaera \| \| \| \| |
|  |                                                             |
|  | Harriotta                                                   |
|  |                                                             |
|  | Rhinochimaera                                               |
|  |                                                             |

|  | Harriotta     |
|  |               |
|  | Rhinochimaera |
|  |               |

|  | Neoharriotta                                                |
|  |                                                             |
|  | \| \| Harriotta \| \| \| \| \| \| Rhinochimaera \| \| \| \| |
|  |                                                             |
|  | Harriotta                                                   |
|  |                                                             |
|  | Rhinochimaera                                               |
|  |                                                             |

|  | Harriotta     |
|  |               |
|  | Rhinochimaera |
|  |               |

|  | Neoharriotta                                                |
|  |                                                             |
|  | \| \| Harriotta \| \| \| \| \| \| Rhinochimaera \| \| \| \| |
|  |                                                             |
|  | Harriotta                                                   |
|  |                                                             |
|  | Rhinochimaera                                               |
|  |                                                             |

|  | Harriotta     |
|  |               |
|  | Rhinochimaera |
|  |               |

|  | Neoharriotta                                                |
|  |                                                             |
|  | \| \| Harriotta \| \| \| \| \| \| Rhinochimaera \| \| \| \| |
|  |                                                             |
|  | Harriotta                                                   |
|  |                                                             |
|  | Rhinochimaera                                               |
|  |                                                             |

|  | Harriotta     |
|  |               |
|  | Rhinochimaera |
|  |               |

## Fossilbericht
Fossilien von Seekatzenähnlichen Fischen finden sich ab dem Unterkarbon. Eine besonders reichhaltige Fossillagerstätte aus dieser Zeit ist der schottische Bear-Gulch-Kalkstein. Von den rezenten Familien erscheinen die Pflugnasenchimären und die Langnasenchimären im frühen Jura, die Kurznasenchimären in der frühen Kreidezeit.

## Nutzung
Das Fleisch der Seekatzen ist genießbar, das der Pflugnasenchimären gilt als ausgezeichnet. Sie werden auch zur Fischmehlproduktion genutzt, aus der Leber wird Schmieröl hergestellt. In den USA wird die auch im kühlen Flachwasser vorkommende Gefleckte Seeratte (Hydrolagus colliei) in mehreren öffentlichen Schauaquarien gezeigt. In Australien gelang die Nachzucht der Australischen Pflugnasenchimäre (Callorhinchus milii).